# حسن أباد سفلي (سميرم)
حسن‌ أباد سفلي هي قرية في مقاطعة سميرم، إيران. عدد سكان هذه القرية هو 341 في سنة 2006.